# Fozia Hashim
 (mai 2011).
Si vous disposez d'ouvrages ou d'articles de référence ou si vous connaissez des sites web de qualité traitant du thème abordé ici, merci de compléter l'article en donnant les références utiles à sa vérifiabilité et en les liant à la section « Notes et références ».
Fozia Hashim est une magistrate et femme politique érythréenne. Elle est ministre de la Justice depuis 1993 au sein du gouvernement de transition de l'Érythrée.

## Biographie
Elle est l'ancienne présidente de la Haute Cour de Justice d'Érythrée. Elle est nommée ministre de la Justice en 1993. À ce poste, elle est responsable de la réorganisation du système judiciaire et de l'écriture d'un nouveau code pénal.